# Art Pepper Live at the Lighthouse ’52
Art Pepper Live At The Lighthouse '52 – album muzyczny amerykańskiego saksofonisty jazzowego Arta Peppera. 
Nagrania, z których powstał album Bob Andrews zarejestrował 6 stycznia 1952 podczas występu Arta Peppera i muzyków grających z nim w lokalu "Lighthouse Club", w Hermosa Beach w Kalifornii. Część utworów wydana została w 1991 na LP Art Pepper Early Days, Vol. 1. 25 grudnia 2008 ukazał się CD, którego pełny tytuł brzmiał: Bob Andrews Presents Art Pepper Live At The Lighthouse '52. Na albumie znalazły się utwory prezentowane wcześniej na LP oraz, pochodzące z tej samej sesji, dodatkowe nagrania. Płyta wydana została przez tę samą japońską wytwórnię Norma/Vantage (NOCD 5630). W Japonii CD ukazał się też jako Art Pepper Live At The Lighthouse '52 (ABCJ-514).

## Muzycy
- Art Pepper – saksofon altowy
- Shorty Rogers – trąbka
- Milt Bernhart – puzon
- Jimmy Giuffre – saksofon tenorowy
- Frank Patchen – fortepian
- Howard Rumsey – kontrabas
- Shelly Manne – perkusja

## Lista utworów
| 1.  | "Tickle Toe"              | 2:51  |
|     |                           |       |
| 2.  | "Jumpin' At The Woodside" |       |
|     |                           |       |
| 3.  | "September Song"          |       |
|     |                           |       |
| 4.  | "Avalon"                  | 3:05  |
|     |                           |       |
| 5.  | "Over The Rainbow"        | 6:49  |
|     |                           |       |
| 6.  | "Keen & Peachy"           |       |
|     |                           |       |
| 7.  | "These Foolish Things"    | 2:39  |
|     |                           |       |
| 8.  | "Dickie's Dream"          |       |
|     |                           |       |
| 9.  | "Yesterdays"              |       |
|     |                           |       |
| 10. | "Another Hair"            |       |
|     |                           |       |
| 11. | "Indiana"                 |       |
|     |                           |       |
|     |                           | 15:24 |
|     |                           |       |